# 独裁主義
独裁主義（どくさいしゅぎ、英語: despotism、ギリシャ語:Δεσποτισμός）とは全ての権力が一人、またこの人のグループに集中する統治思想。
政治学では、独裁主義は専制政治の一形態と看做し、単一の実体が絶対的な権力を持って政府を運営しながら国家を統治することを指す。通常、その実体は個人、つまり専制で独裁的な君主である。しかし、一人以上になっても独裁的な政治体制を維持し、また人民の尊敬を利用して権力が特定のグループに集中する国も独裁国家と呼ばれる。
口語的に、独裁という用語は権力と権威を使って大衆・臣下・部下を抑圧し続ける人に対しての「軽蔑的な呼称」となり、しばしば民主国家の元首や政府首脳にも適用する。この意味で、暴君や独裁者など独裁主義から生み出した日本語の漢訳も意味を通じる。

## 語源
「Despot」の語源はギリシャ語の「despotes」に由来し、「力を持つ者」を意味する。 この用語は、歴史を通じて多くの支配者や政府を表すために使用された。それは、古代エジプトのファラオによって行使された絶対的な権威と権力を意味し、ビザンチン宮廷での貴族にも意味した。中世になると、ビザンチン皇帝は属国の国王にこの「独裁」の称号を与え、「皇帝に次ぐ何でもできる者」の立場を示した。しかし、本物の皇帝ではない事から、古代ギリシャ語にも文脈より「軽蔑的な揶揄」や「わざと敬語使えない」などの使用法があった。
歴史を通じて再帰的な意味合いがあるため、「独裁」を「単なるの専制君主」という意味に定義することはできない。専制君主はバシレウスや独裁者などの他のギリシャ語と密接に関連しているが、意味としては「地元の首長・単純な支配者・王・皇帝」など、歴史を通じてさまざまな支配者を表す総称的なものであった。
「despotism」の和訳は「独裁主義」または「独裁体制」とされる。

## 定義と哲学的な解釈

### 古代ギリシャ
すべての古代ギリシャ人の中で、おそらくアリストテレスは、東洋の専制政治の概念の最も有力な推進者であった。 彼はこのイデオロギーを弟子のアレキサンダー大王に伝えました。アレキサンダー大王はアケメネス朝の最後の王であるダリウス3世の残虐的な独裁を見て、自由を口にアケメネス朝を征服した。アリストテレスは、東洋の専制政治は力ではなく同意に基づいていると主張した。したがって、恐怖はその原動力とは言えず、専制君主の力を糧とする奴隷は人権を得なかった。
一方、アテネの民主社会では、すべてのギリシャ人は自由であり、役職に就くことができた。才能の有無により、支配することも支配されることも可能となった。対照的に、野蛮人の間では、すべてが生まれつき奴隷でした。アリストテレスが支持したもう1つの違いは、気候に基づくものだ。彼は寒い国の人々、特にヨーロッパの人々は精神に満ちているが技術と知性に欠けていて、そしてアジアの人々は技術と知性に恵まれているが精神に欠けていると思った。そのため、当時の世界にとっては民主制より独裁政治のほうが相応しいだと示した。更に、精神と知性の両方も備えない奴隷制は、ギリシア人を含む全人類にとっても避けるべきだと指摘した。
歴史家ヘロドトスにとって、独裁者によって支配されるのは東洋の遣り方である。東洋人であったとしても、独裁君主の性格の欠点は普通の人の欠点よりも顕著ではないが、耽溺の機会は遥かに多い。リディアのクロイソスの物語はこれを例証する：アレクサンダーのアジアへの拡大に至るまで、ほとんどのギリシア人は太陽王という東洋の概念と、東洋社会が受け入れた神の法則に反発した。ヘロドトスのバージョンの歴史は、それぞれの都市国家の社会契約に合法的に同意したときに、男性が自由になる社会を提唱した。

### 啓蒙時代
現代意味でいうところの「独裁」は、18世紀にモンテスキューの『法の精神』で初めて明確な定義があった。その以降、独裁の意味は変わらなく、ヨーロッパの政治界・文学界・歴史界で頻繁に使われるようになった。この定義はモンテスキューが最初に提出したものではなく、彼が独自に研究したものでもないが、モンテスキューが独裁につけた定義は現代の独裁思想の研究に最も影響を与えたと見なされている。

## 成り立ち

### 古典時代

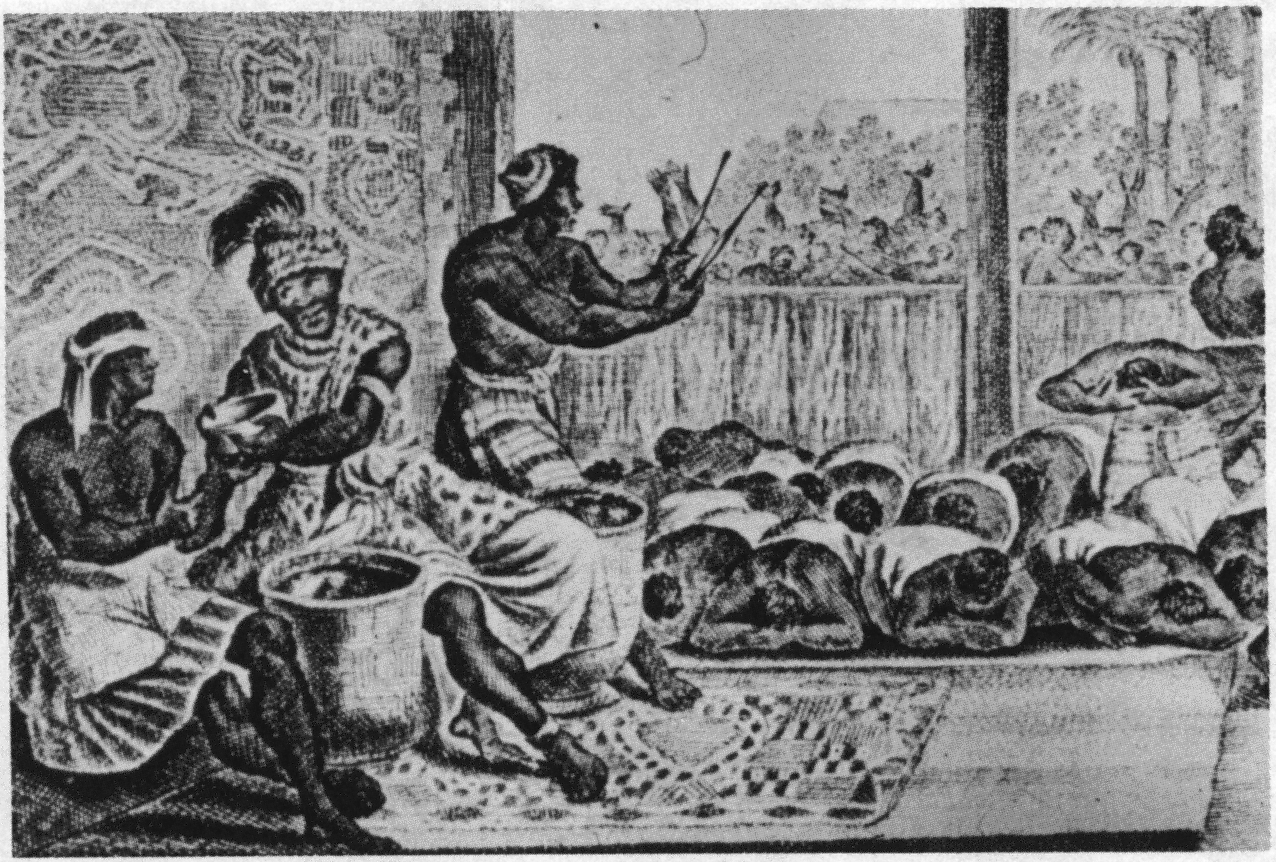
『アフリカの説明』という本で描写するアフリカ諸王国の独裁的な宮廷生活（1668）

古典的な形式の独裁政治は、単一の個人 (つまり独裁君主) が国家を具現化する。このような個人は最大限の権力を保持し、他のすべての人が補助的な人物である。一見は残虐と思われる独裁政治は、実は国家が文明化の方向に進んだ途中、とても一般的な政府形態だった。世界史によると、エジプトのファラオ達は最も古い独裁君主であり、そのあとのアフリカ・中東・ヨーロッパの有能な君主は彼らの統治方法を模範として習い、自らの独裁体制を創る。
18世紀のイギリス議員エドワード・ギボンによれば、エジプトのファラオの精神を受け継いだのはローマ帝国の皇帝だと説明された。皇帝によるオリエンタルスタイルの独裁手段の増加が、特にエラガバルスの治世からのローマ帝国の崩壊の主要な要因であると示唆した:
新しいローマ皇帝は執政の第一年はこのような事をする。華やかな娯楽を通じて、皇帝の権威を示すため、新帝はシリアからイタリアまで贅沢な旅にして、何ヶ月も浪費した。もし戦争に遭った場合、戦争の勝利後の最初の冬は必ずにニコメディアで過ごし、次の夏は首都ローマへ行って勝利の儀式を演じる。この儀式では、新帝の到着の前に元老院の者たちは勝利の祭壇の上に火を点け、ローマ人に彼の勇ましい人柄または類似する価値観を伝えていた。新帝到着後、ローマの住民やフェニキア人はゆったりと彼の儀式隊の両面で見ている。人々は最新のファッションを身に着け、絹、金、そして聖職者のローブまでのも自分に装飾を附けた。
この新帝の化粧も特定な様子にしていた。彼の頭は高貴なティアラで覆われ、彼の腕には多数のブレスレットがつけた。計り知れない価値ほどの無数な宝石は、新帝の衣装のいたるところに飾られていた。華麗さを示す為、彼の眉毛は食炭で黒くにして、頬は人工的に赤と白の化粧粉で塗られていた。元老院議員たちは厳粛な雰囲気を作るため、溜息をつきながら新帝を歓迎した。国民を長い間に独裁の暴政で支配し続けているローマ皇帝は、男である事実にも関わらず、なんとこんなに女性的で東方風の外観をしることを喜んでいた。新帝の外観は上品だとローマの市民から思われ、新帝は国民に謙虚で告白を織り込んだスピーチを始めた。 —— 『ローマ帝国の衰退と崩壊』の第1巻・第6章

### ヨーロッパ中世
ウェーデン王のグスタフ ヴァーサの敵も彼を独裁君主と揶揄した。この言葉自体は、1690年にフランスのルイ14世に反対する者たちによって造られたようであり、古代ローマやエジプトの原意を持たない。独裁君主 (despótès) というフランス語は、君主の幾分自由な権力の行使を説明するために使用された。この言葉は実はイタリア語やエジプト語でもなく、ギリシャ語に由来し、技術的には、生まれつき奴隷や使用人である人々に対して家庭を支配する主人のことを指す。
「独裁」という用語は現在、独裁君主、独裁者、独裁主義、又は専制主義にも意味をする。ヨーロッパでは、特に恐怖政治を行う君主に対して「独裁君主」という印を附ける。一方、政治への野望がない、ただ権力を楽しんで国民に虐待する者も「独裁君主」の範疇に入る。そして性格はそこまで残虐していなく、むしろは温和的で、たまたま独裁国家の君主として産まれた者にもこの「独裁君主」で指すことができる。
しかし、18世紀のヨーロッパで顕著になった啓蒙された絶対主義、つまり「善意のほうの独裁主義」としても知られる。絶対主義の君主は絶対王政という政治システムを利用して、自国の政治制度や社会に多くの先進的な改革を導入し、改革家も絶対君主に進言できる。この君主の大権力の下で、改革を許す政治形態は「啓蒙運動」と呼ばれ、ヨーロッパでの学問への風潮が引き起こされた。そのフランスの啓蒙主義の哲学者モンテスキューは、独裁政治が大国にとって適切な政府であると信じていた。 同様に、共和制は小さな州に適し、君主制は中規模の州に適すると信じていた。

### 近代
この言葉は今日では軽蔑的な意味を持っているが、前述の通りかつてはビザンチン帝国の正当な役職だった。そもそも「ビザンチン」という言葉自体も軽蔑的な意味で使われることが多く、「独裁」という言葉は現代社会ではそこまで厳重な批判用語ではない。
宗教の歴史を遡ると、独裁君主はビザンチン皇帝が自ら教皇となってほかの君主に与える称号である。最初はマヌエル1世コムネノス (1143–1180) の下に使用され、彼はハンガリー人の後継者アレクシウス ベーラに前代未聞の称号を授け、これが「独裁君主」であった。それは典型的な政治手段で、皇帝は自らの息子ではなく、義理の息子に授与されたものの、血液の関係が無くてもその繋がりが固い。13世紀になると、ビザンチン帝国の属国ではなく、独立な外国の国王にも授与することが出来る。独裁君主を貰った者は、ビザンチン皇帝と似た精巧な衣装を着ており、多くの特権を持っていた。その代わりに、独裁君主はビザンチン帝国の政治、または宗教の一部の管理責任を負担していた。
ハンガリーの言語学者Gyula Moravcsikによると、この称号はあの時のビザンチン皇帝がハンガリー語の王の称号「úr」をそのままに翻訳したものだと語っていた。しかし他の歴史家は、それが古代ギリシャの「主人」という単語に由来すると信じている。現代のロシアとギリシャの東方正教会の典礼にもギリシャ語で祝われる場合がよくあり、司祭は今日の執事を「Depot」呼んで扱い、英語の独裁の「Despotism」に近い。
『アメリカ合衆国独立宣言』の文脈によれは、「英国国王のジョージ3世はアメリカ植民地に虐待行為をし続けている。彼はアメリカ人の財産や幸福を簒奪して、彼の絶対的な独裁の下で過ごしたい。そんな自由削減・人権妨害の計画が、今はもう明らかにした」とイギリスへ非難をした。これは「独裁」という用語が外交文書での初めての証拠である。

## 絶対王政との対比
モンテスキューによると、絶対王政、つまり絶対君主制と独裁君主制は違いものと語れている。絶対君主制の場合、君主はどんなに乱暴だとしても、自分が確立した法律を違反しなく、ただ法律が許さる程の最大の権力を持つ。これに対して、独裁君主制は自分の意志のままに勝手に国を統治し、他人の意見や本国の法律を無視することができる。